# Odesa Half Marathon
Odesa Half  Marathon - наймасштабніший в історії міста міжнародний півмарафон, організований компанією Run Ukraine за підтримки Одеської міської ради. Перший одеський півмарафон відбувся 26 червня 2016 року. Подія увійшла до циклу бігових заходів Run Ukraine Running League 2016. 
У програмі півмарафону було сім стартів: 4 дорослі і три дитячі. Учасники стартували біля легендарного Оперного театру, пробіглися історичними вуличками міста, вздовж моря трасою Здоров’я та фінішували у центрі.  

## Учасники та переможці
Загалом у заході взяли участь 1200 учасників з 15 країн, серед яких 150 дітей. Переможцем серед чоловіків на дистанції 21,0975 км став Юрій Грицак, який подолав півмарафон з результатом 1:07:34.6. Головним його суперником стали погодні умови: незважаючи на те, що старт півмарафонського забігу відбувся о восьмій ранку, коли стовпчик термометра показував +20 за Цельсієм, вже за годину температура піднялася вище 30 градусів. Серед жінок на цій дистанції першою фінішувала Олена Федорова, яка на 2 хвилини випередила свою найближчу суперницю. За місяць до одеського старту Юрій та Олена були другими на INTERPIPE Dnipro Half Marathon. 

## Дистанції
Індивідуальні дистанції Odesa Half  Marathon:
- ODESA HALF MARATHON 2016 – 21.0975 km;
- ODESA RUN – 10 km;
- ODESA RUN – 2 km.

Дитячі дистанції:
- McDonald’s junior run 1000 m;
- McDonald’s kid’s run 500 m;
- McDonald’s baby run 100 m.

## Кращі бігуни Odesa Half Marathon 2016
Лідери різних дистанцій Odesa Half Marathon 2016 
21,0975 км
Чоловіки:
- Грицак Юрій (1:07:34.6);
- Марчук Сергій (1:11:28.2);
- Бондаренко Анатолій (1:12:05.3);

Жінки:
- Федорова Олена (1:24:35.7);
- Полтавська Валентина (1:26:35.1);
- Донченко Ольга (1:26:55.0).

10 км
Чоловіки:
- Мельник Вадим (34:12.3);
- Якимчук Олег (35:01.6);
- Крижевич Олександр (35:33.4);

Жінки:
- Забожук Тетяна (41:38.6);
- Курченко Анастасія (45:56.4);
- Гришина Олександра (47:56.3).

## Цікаві факти
- Напередодні півмарафону компанія Run Ukraine реалізувала формат відкритих тренувань Open Run Day, який успішно був реалізований у Києві та Дніпрі. Щонеділі, починаючи з 28 травня, професійні тренери безкоштовно готували усіх охочих до Odesa Half Marathon. Були групи як для початківців, так і для досвідчених бігунів.
- Спеціально для учасників бігового заходу організатори влаштували за день до забігу Pasta party. Для учасників Odesa Half marathon команда кухарів розробила ексклюзивне меню з шости  страв італійської пасти на ваш вибір.
- Унікальний випадок трапився під час завершення бігової події: на фініші одній із учасниць змагання, киянці Катерині Петренко, зробили пропозицію руки та серця.
- Загальний призовий фонд Odesa Half  Marathon – 30 000 грн.